# Al-Maktúm nemzetközi repülőtér
Az al-Maktúm nemzetközi repülőtér (arab nyelven: مطار آل مكتوم الدولي) (IATA: DWC, ICAO: OMDW) az Egyesült Arab Emírségek egyik kisebb jelentőségű nemzetközi repülőtere, amely Jebel Ali közelében található. Éves utasforgalma 651 826 fő (2022). Üzemeltetője a Dubai Airports Company.
Ha teljesen kiépül, akkor 160 és 260 millió fő közötti utasforgalmat is képes lesz kezelni.

## Futópályák
A repülőtér futópályái:
- 12/30
- 13/31

## Forgalom
Az utasforgalom az elmúlt években az alábbi módon változott:
| Utasok száma | 844 576 | 432 876 | 850 633 | 904 940 | 900 202 | 1 634 058 |      | 651 826 |
|              | 2014    | 2015    | 2016    | 2017    | 2018    | 2019      | 2021 | 2022    |

## Légitársaságok és úticélok

### Személy
| Légitársaság               | Célállomások |
| -------------------------- | --- |
| Aeroflot                   | Moscow–Sheremetyevo |
| Air Bucharest              | Szezonális charter: Bucharest |
| Azur Air                   | Szezonális charter: Arkhangelsk, Kalinyingrád, Kazan, Krasznodar, Mineralyne Vody, Moscow–Vnukovo, Nyizsnyekamszk, Nizhny Novgorod, Novosibirsk, Perm, Rosztov-na-Donu, Saint Petersburg, Samara, Ufa, Voronyezs, Jekatyerinburg |
| Azur Air Ukraine           | Szezonális charter: Kijev-Boriszpil |
| Belavia                    | Szezonális charter: Minsk |
| flydubai                   | Amman–Queen Alia, Bejrút |
| GetJet Airlines            | Szezonális charter: Vilnius |
| Holiday Europe             | Szezonális charter: Basel/Mulhouse, Berlin–Schönefeld, Leipzig/Halle, Nuremberg |
| Pegas Fly                  | Szezonális charter: Kazan, Krasznodar, Moscow–Sheremetyevo, Samara, Ufa, Jekatyerinburg |
| Pobeda                     | Szezonális: Moscow–Vnukovo |
| Royal Flight               | Szezonális charter: Belgorod, Kazan, Mineralyne Vody, Moscow–Sheremetyevo, Nizhny Novgorod, Rosztov-na-Donu, Saint Petersburg, Szaratov, Szurgut, Sziktivkar, Tyumeny, Ufa, Volgográd                                            |
| Smartlynx Airlines Estonia | Szezonális charter: Tallinn |
| TUI fly Deutschland        | Szezonális charter: Berlin–Tegel, Düsseldorf, Frankfurt |
| Ural Airlines              | Szezonális charter: Kazan, Krasznodar, Moszkva–Domogyedovo, Ufa |

### Cargo
| Légitársaság             | Célállomások |
| ------------------------ | --- |
| China Airlines Cargo     | Amszterdam, Bangkok-Suvarnabhumi, Frankfurt, Hanoi, Luxembourg, Prága, Tajpej |
| Emirates SkyCargo        | Addis Ababa, Ahmadábád, Algiers, Amszterdam, Barcelona, Bogota, Brüsszel, Cairo, Chennai, Chicago, Dakar–Senghor, Dammam, Delhi, Dhaka, Djibouti, Entebbe, Frankfurt, Kanton, Hanoi, Ho Chi Minh City, Hong Kong, Houston–Intercontinental, Johannesburg-O.R. Tambo, Kabul, Khartoum, Lagos, Liège, Lilongwe, London-Heathrow, Maastricht/Aachen, Madrid, Mexico City, Milan–Malpensa, Mumbai, Nairobi, New York–JFK, Ouagadougou, Phnom Penh, Quito, Riyadh, Shanghai–Pudong, Singapore, Sydney, Taipei–Taoyuan, Tokyo–Narita, Zaragoza |
| Ethiopian Airlines Cargo | Addis Ababa, Brüsszel |
| Turkish Cargo            | Istanbul–Atatürk |